# Alex and Martin
Alex & Martin était un duo français constitué des réalisateurs Alex Courtes et Martin Fougerol. Ensemble, ils ont notamment reçu en 2005 le Grammy Awards du meilleur clip pour Vertigo de U2. Ils ont également travaillé avec Kylie Minogue, The White Stripes, Jamiroquai ou encore Foo Fighters avant de se séparer.

## Clips réalisés
- Cassius - Cassius 99
- Morgan - Miss Parker
- Phoenix - If I Ever Feel Better
- Air - Radio Number 1
- Noir Désir - Le vent nous portera
- Bran Van 3000 - Love Cliché
- Cassius avec Jocelyn Brown - I Am a Woman
- Cassius avec Steve Edwards - The Sound of Violence
- Jane's Addiction - Just Because
- The White Stripes - Seven Nation Army
- U2 - Vertigo
- U2 - City of Blinding Lights
- Kylie Minogue - Giving You Up
- Jamiroquai - (Don't) Give Hate a Chance
- Franz Ferdinand - The Fallen
- Wolfmother - Woman
- Hilary Duff - Play with Fire
- Kasabian - Shoot the Runner
- Calogero - Le saut de l'ange
- B'z - Super Love Song
- B'z - Burn (Fumetsu no Face)
- Foo Fighters - Let It Die
- Snow Patrol - Take Back the City
- B'z - Ichibu to Zeunbu
- Kaiser Chiefs - Good Days Bad Days
- U2 - Get on Your Boots
- U2 - Magnificent
- Alice in Chains - Check My Brain
- Justice - On'n'On
- Sébastien Tellier - Cochon Ville
- Willy Moon - Yeah Yeah